# U-851
U-851 — большая океанская немецкая подводная лодка типа IXD2 времён Второй мировой войны. Заказ на постройку субмарины был отдан 20 января 1941 года. Лодка была заложена 18 марта 1942 года на верфи компании АГ Везер в Бремене под строительным номером 1057, спущена на воду 15 января 1943 года, вошла в строй 21 мая 1943 года под командованием корветтен-капитана Ханнеса Вейнгартнера.

## Флотилии
- 21 мая 1943 года — 31 января 1944 4-я флотилия (учебная)
- 1 февраля — 27 марта 1944 12-я флотилия

## Боевая служба
Лодка совершила один боевой поход, успехов не достигла. Пропала без вести в Северной Атлантике после 27 марта 1944 года вместе с 70 членами экипажа.